# Treble
Treble was een Nederlandse band die bestond uit drie Limburgse vrouwen: Caroline Hoffman (7 maart 1975) en de zussen Niña (26 mei 1985) en Djem van Dijk (2 juli 1987). Treble heeft een aparte muziekstijl. Deels zingen ze in het Engels en deels in een zelfverzonnen taal, de Treble-'taal'. Veel nummers hebben een Afrikaans klinkend geluid.

## Geschiedenis
In 1995 kwam Caroline in aanraking met de zusjes Van Dijk, die op dat moment 7 en 9 jaar oud waren. Vanaf dat moment maakten ze wekelijks muziek met elkaar. Het bleek goed te klikken, zodat ze al snel een eigen band, Treble, oprichtten. De muzikanten begeleiden zichzelf op gitaar en Afrikaanse percussie-instrumenten als de conga en de djembé. Ook zongen ze naast Engels een zelfverzonnen taal, de zogenaamde Treble-taal.

### Beginperiode
Als Treble traden Caroline, Niña en Djem in de jaren daarna veel op straat op, bij feesten en tijdens hun vakanties in Italië en Griekenland. Met hun straatoptredens weten de meiden al snel de aandacht te trekken. In 2002 won Treble het Sjengske, de prijs voor het Beste Jonge Muziektalent van Limburg. Het trio trad vervolgens op in regionale en landelijke televisieprogramma's en werd later door Ruud van Dulkenraad van platenmaatschappij CNR Records onder de hoede genomen. Een jaar lang werkte het trio aan nummers in een studio in Volendam. Op 1 september 2003 verschijnt hun platendebuut 'Ramaganana', geproduceerd door Peter van Asten en geschreven door de meiden zelf. Het nummer is swingend en opzwepend en volledig gezongen in de Treble-taal. In het begin scoort de single niet goed in de Nederlandse hitlijsten, maar na een optreden op 29 september 2003 bij het tv-programma Barend & Van Dorp en 50 in-store-optredens bij cd-winkels in drukke straten van bekende Nederlandse plaatsen behaalt 'Ramaganana' uiteindelijk in januari 2004 de eerste plaats in de hitlijsten. Ook heeft de band begin 2005 op het Noorderslag Festival in Groningen gespeeld.

### Eerste album: No Trouble
Intussen werken de meiden nog steeds in de studio aan hun eerste album, onder leiding van producent Peter van Asten. Treble krijgt medewerking van sessiemuzikanten Ton Dijkman (drums), Rob Winter (gitaar), Giovanni Caminita (bas), Anthony Tolsma (percussie) en Gregor Hamilton (piano). Voordat het album in de zomer uitkomt, start Treble als zeskoppige band, met naast de meiden een begeleiding van basgitaar, drums en sologitaar, in april een grote reeks optredens op festivals en in theaters en clubs.
De tweede single van Treble heet Magic, een ballad, volledig gezongen in het Engels.
Op Koninginnedag trad de band op voor 100.000 man tijdens het Koninginnedagfestival van 538 op het Museumplein in Amsterdam. Op 5 mei 2004 stonden ze op verschillende bevrijdingsfestivals. In mei vlogen Caroline, Niña en Djem voor een productie van het Wereld Natuur Fonds (WNF) voor enkele dagen naar Zambia, om daar een special op te nemen. Ze bezochten verschillende basisscholen en maakten veel muziek op straat met de inwoners van diverse plaatsen. De single Magic wordt een bescheiden hit. Hun debuutalbum verschijnt eind mei en krijgt de titel No Trouble.
In de wintermaanden ging de band met de No Trouble tournee langs een dertigtal theaters in Nederland. De tournee wordt enthousiast ontvangen. Tijdens deze tournee werd de single Fragile uitgebracht, maar het nummer was minder succesvol dan de voorgaande singles. Het album No Trouble is begin 2006 ook in India uitgebracht, zowel op cd als op cassette.
Eind januari 2005 trad Treble op tijdens de reeks concerten De vrienden van Amstel LIVE in de Rotterdamse Ahoy'. Tijdens de rustdagen daarvan vlogen de meiden naar Cannes om tijdens de Midem-muziekbeurs op straat en bij de beursgebouwen hun muziek ten gehore te brengen. Daar ontmoetten ze manager Warren Wyatt van het Amerikaanse Worldsound Management. Warren komt rond Pasen over naar Nederland om de meiden tijdens Paaspop 2005 in Schijndel te zien optreden.

### Tweede album: Free
Begin 2005 werden in Amsterdam de eerste nummers van het tweede album opgenomen. Na een zang- en spraaktraining in Los Angeles ging het trio in september naar Hawaï om de zang op te nemen, onder leiding van producer Keith Olsen (die eerder werkte met onder andere Fleetwood Mac, Santana en Emerson, Lake & Palmer).
Het tweede album van de band, 'Free', kwam eind april 2006 in Nederland uit. Het plan om het album ook elders in Europa uit te brengen, is na het teleurstellende resultaat van het Eurovisiesongfestival niet uitgevoerd. De nummers Amambanda en Lama Gaia die Treble zingt bij het Nationaal Songfestival staan op dit album. Tevens staat er een cover van het nummer 'Crystal' van Stevie Nicks op. Ook drie nummers van de eerste cd zijn in een nieuw arrangement op 'Free' te vinden: 'Shei shei' (eerder bekend als 'Lora baia'), 'Part of the day' en 'True friend'.
Amambanda kwam 23 maart 2006 als cd-single in Nederland uit. Op 27 juli 2006 volgde 'Fly' met 'Part of the day' als tweede track, als tweede single; deze is echter alleen als download verkrijgbaar.

### Songfestival 2006
In november 2005 werd bekend dat Treble samen met zangeres Maud en de pop-rockband Behave, ging deelnemen aan het Nationaal Songfestival 2006, met het doel deel te nemen aan het Eurovisiesongfestival. Treble voerde de nummers Amambanda, Make Your Choice en Lama Gaia in een mini-concert op 12 maart 2006 uit. Het nummer Amambanda werd met televoting verkozen tot de Nederlandse inzending voor de halve finale van het Eurovisiesongfestival 2006 op 18 mei 2006 in Athene. Het nummer behaalde 72% van de stemmen (Behave werd 2e met 15% en Maud 3e met 13% van de stemmen).
Op 18 maart 2006 treedt Treble opnieuw op bij Barend en van Dorp. Van 30 maart tot 8 mei 2006 maakte Treble met een tourbus een rondreis door alle landen die in 2006 aan het Eurovisiesongfestival deelnamen om zo veel mogelijk publiciteit te genereren door optredens op straat en in televisieprogramma's. Na Pasen 2006 begon het tweede deel van deze tour die de meiden, vooral per vliegtuig, voerde naar verder weg gelegen landen van Europa.
Op 18 mei vond de halve finale van het Eurovisiesongfestival in Athene plaats waarin 23 landen streden om een plaats in de finale. Treble wist zich echter niet te plaatsen bij de beste tien wat hiervoor nodig was (ze eindigen als 20ste).

### Vervolg en reunië
Na het Eurovisiesongfestival nam de publiciteit rond Treble af. In de zomer van 2006 waren er maar een beperkt aantal concerten gepland, ook omdat er ruimte was vrijgehouden voor optredens in andere Europese landen.
In het najaar van 2006 begonnen Niña en Djem aan de Pop-opleiding van het Conservatorium van Amsterdam. Eind januari 2007 werd de single 'Leave me alone' uitgebracht, met een romantische hoes die door de meiden zelf was ontworpen. Bij regionale en landelijke radiostations werd de single door de meiden gepromoot en ook was er een tv-optreden bij MAX en Martine.
In juni 2009 bracht Treble tijdens een try-out in Valkenburg aan de Geul twaalf nieuwe nummers ten gehore. Eind 2009 werd besloten de band op te heffen. Treble nam afscheid met een optreden in Blerick op 13 maart 2010. De meiden gingen daarna individueel verder met nieuwe projecten en bands.
In 2010 studeerden Niña en Djem beiden af aan de popopleiding van het Amsterdamse Conservatorium.
In 2012 bereikte Niña de eerste live-show van The Voice of Holland bij team Marco Borsato.
In 2014 startte Djem als zangeres in de live-elektronische band Dialoque; ze stopt hiermee in 2017.
In 2015 startte Djem in de band Caramba van Joris Linssen als zangeres/percussioniste, voor de tournees Stroom, Serenade en RAAK.
In 2016 startte Niña haar eigen zangschool in Amsterdam, Zangschool Amsterdam.
In 2023 richtte Djem met drie andere muzikanten de band BAKELIED op.
Medio 2024 maakte Treble bekend om eenmalig terug te keren voor een aantal optredens. Deze vonden in september van dat jaar plaats.

## Discografie

### Albums
| Album met eventuele hitnotering(en) in de Nederlandse Album Top 100 | Datum van verschijnen | Datum van binnenkomst | Hoogste positie | Aantal weken | Opmerkingen                                               |
| ------------------------------------------------------------------- | --------------------- | --------------------- | --------------- | ------------ | --------------------------------------------------------- |
| No trouble                                                          | 01-06-2004            | 12-06-2004            | 18              | 16           | Twee keer in de albumlijst; ook uitgebracht in India e.o. |
| Free                                                                | 28-04-2006            | 06-05-2006            | 49              | 1            |                                                           |

- Van de cd No trouble zijn er versies zonder en met een extra dvd, waarop clips van onder andere Ramaganana en Magic en een verslag van de reis naar Zambia staat

### Singles
| Single met eventuele hitnotering(en) in de Nederlandse Top 40 | Datum van verschijnen | Datum van binnenkomst | Hoogste positie | Aantal weken | Opmerkingen                            |
| ------------------------------------------------------------- | --------------------- | --------------------- | --------------- | ------------ | -------------------------------------- |
| Ramaganana                                                    | 29-09-2003            | 31-01-2004            | 1               | 13           | Ook uitgebracht in België en Duitsland |
| Magic / Free as a bird                                        | 03-05-2004            | 12-06-2004            | 33              | 3            |                                        |
| Fragile                                                       | 11-09-2004            | 25-09-2004            | tip             |              |                                        |
| Amambanda                                                     | 23-03-2006            | 8-04-2006             | 33              | 3            | Inzending Eurovisiesongfestival 2006   |

1956: Jetty Paerl + Corry Brokken · 
1957: Corry Brokken · 
1958: Corry Brokken · 
1959: Teddy Scholten · 
1960: Rudi Carrell · 
1961: Greetje Kauffeld · 
1962: De Spelbrekers · 
1963: Annie Palmen · 
1964: Anneke Grönloh · 
1965: Conny Vandenbos · 
1966: Milly Scott · 
1967: Thérèse Steinmetz · 
1968: Ronnie Tober · 
1969: Lenny Kuhr · 
1970: Hearts of Soul · 
1971: Saskia & Serge · 
1972: Sandra & Andres · 
1973: Ben Cramer · 
1974: Mouth & MacNeal · 
1975: Teach-In · 
1976: Sandra Reemer · 
1977: Heddy Lester · 
1978: Harmony · 
1979: Xandra · 
1980: Maggie MacNeal · 
1981: Linda Williams · 
1982: Bill van Dijk · 
1983: Bernadette · 
1984: Maribelle · 
1986: Frizzle Sizzle · 
1987: Marcha · 
1988: Gerard Joling · 
1989: Justine Pelmelay · 
1990: Maywood · 
1992: Humphrey Campbell · 
1993: Ruth Jacott · 
1994: Willeke Alberti · 
1996: Maxine & Franklin Brown · 
1997: Mrs. Einstein · 
1998: Edsilia Rombley · 
1999: Marlayne · 
2000: Linda Wagenmakers · 
2001: Michelle · 
2003: Esther Hart · 
2004: Re-union · 
2005: Glennis Grace · 
2006: Treble · 
2007: Edsilia Rombley · 
2008: Hind · 
2009: Toppers · 
2010: Sieneke · 
2011: 3JS · 
2012: Joan Franka · 
2013: Anouk · 
2014: The Common Linnets · 
2015: Trijntje Oosterhuis · 
2016: Douwe Bob ·
2017: OG3NE · 
2018: Waylon · 
2019: Duncan Laurence · 
2021: Jeangu Macrooy · 
2022: S10 ·
2023: Mia Nicolai & Dion Cooper ·
2024: Joost Klein ·
2025: Claude